# Saaß (Gemeinde Litschau)
Saaß ist eine Ortschaft und eine Katastralgemeinde der Gemeinde Litschau im Bezirk Gmünd in Niederösterreich mit 46 Einwohnern (Stand 1. Jänner 2025).

## Geografie

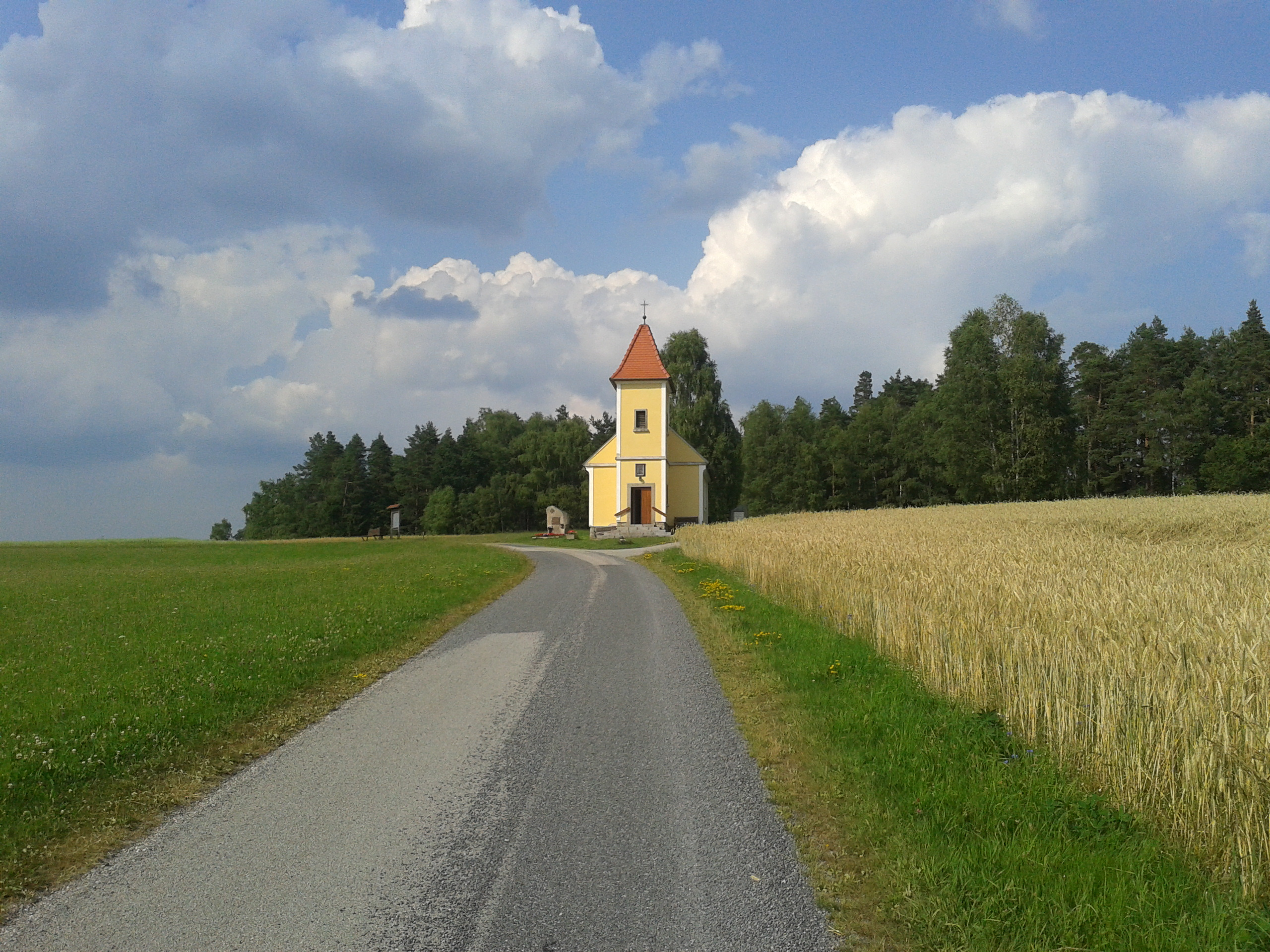
Kapelle St. Peter in der Saaß

Die Streusiedlung besteht aus zahlreichen Gehöften, die sich zwischen der Oberen und der Unteren Saaß befinden und damit einen flachen Höhenzug überwinden. Beim höchsten Punkt liegt die Ortskapelle St. Peter (620 m ü. A.). Am 1. April 2020 umfasste die Ortschaft 38 Adressen.

## Geschichte
Saaß wurde in der ersten Hälfte des 18. Jahrhunderts besiedelt und zählte zur Herrschaft Litschau. In den Verlassenschaftsabhandlungen der ersten Hälfte des 18. Jahrhunderts wird der Ortsname noch nicht erwähnt, ebenso wenig in den Matriken der ersten Jahrhunderthälfte. Ab 1746 werden die neu gestifteten Hütten von Saaß im Grundbuch erwähnt. In den kirchlichen Matriken taucht der Ortsname ab 1752 auf. Die bäuerlichen Bewohner waren nur mittelmäßig bestiftet und die kargen Böden stellten sie vor Schwierigkeiten, die sie nur mit großer Ausdauer bewältigten konnten, beschrieb Schweickhardt die Betriebsamkeit der Bewohner. Im Jahr 1822 wurde der Ort als Amt mit 25 Häusern genannt, das nach Litschau eingepfarrt war, wohin auch die Kinder eingeschult wurden. Die Herrschaft Litschau besaß die Ortsobrigkeit, übte die Landgerichtsbarkeit aus, besorgte die Konskription und hatte die Grundherrschaft inne.
Laut Adressbuch von Österreich waren im Jahr 1938 in Saaß zwei Gastwirte und einige Landwirte ansässig.

## Siedlungsentwicklung
1751 zählte Saaß 24 untertänige Häuser.
Zum Jahreswechsel 1979/1980 befanden sich in der Katastralgemeinde Saaß insgesamt 39 Bauflächen mit 19.983 m² und 17 Gärten auf 7.771 m², 1989/1990 waren es bereits 55 Bauflächen. 1999/2000 war die Zahl der Bauflächen auf 128 angewachsen und 2009/2010 waren es 63 Gebäude auf 122 Bauflächen.

## Landwirtschaft
Die Katastralgemeinde ist landwirtschaftlich geprägt. 228 Hektar wurden zum Jahreswechsel 1979/1980 landwirtschaftlich genutzt und 163 Hektar waren forstwirtschaftlich geführte Waldflächen. 1999/2000 wurde auf 213 Hektar Landwirtschaft betrieben und 177 Hektar waren als forstwirtschaftlich genutzte Flächen ausgewiesen. Ende 2018 waren 203 Hektar als landwirtschaftliche Flächen genutzt und Forstwirtschaft wurde auf 178 Hektar betrieben. Die durchschnittliche Bodenklimazahl von Saaß beträgt 16,3 (Stand 2010).